# N-磺酸基丁基吡啶𬭩硫酸氢盐
N-磺酸基丁基吡啶𬭩硫酸氢盐是一种离子液体，化学式为C9H15NO7S2。它可由吡啶和1,4-丁磺酸内酯反应后与硫酸成盐得到。它可用作羧酸和醇的酯化反应以及醛的Knoevenagel缩合反应的催化剂。